# Wesselin Sembarski
Wesselin Sembarski (bulgarisch Веселин Минков Зембърски, engl. Transkription Veselin Zembarski; * 11. Juli 1991) ist ein bulgarischer Biathlet.
Wesselin Sembarski gab sein internationales Debüt im Rahmen der Sommerbiathlon-Europameisterschaften 2008 in Bansko, wo er mit fünf Schießfehlern 25. des Sprints und mit ebenfalls fünf Fehlern 20. des Massenstartrennens wurde. Weitere internationale Einsätze folgten in der Saison 2008/09 im IBU-Cup. Dort bestritt er in Obertilliach bei einem Einzel sein erstes Rennen und erreichte den 122. Platz. Auf der nächsten Station der Rennserie in Martell platzierte er sich als 81. eines Sprints erstmals unter den besten 100. In Bansko gewann er mit Platz 19 nicht nur erstmals Punkte, sondern erreichte auch seine beste Platzierung im IBU-Cup.